# یواس‌ان‌اس رنج ترکر (تی-ای‌جی‌ام-۱)
یواس‌ان‌اس رنج ترکر (تی-ای‌جی‌ام-۱) (به انگلیسی: USNS Range Tracker (T-AGM-1)) یک کشتی بود که طول آن 455' 3" بود. این کشتی در سال ۱۹۴۵ ساخته شد.